# 马克辛的青年时代
《马克辛的青年时代》（俄语：Юность Максима），是一部發行於1935年的蘇聯電影，由格里戈里·科津采夫與列昂尼德·塔拉乌别尔格執導，講述1910年代青年马克辛參與革命運動的故事。

## 剧情
《马克辛的青年时代》的故事發生於1910年俄罗斯帝国聖彼得堡工廠區，主角马克辛是一個為人開朗樂觀、堅毅勇敢的青年，與安得列和焦碼兩人結為好友；三人是當地一座工廠的工人，那時的工人受到工廠主、監工等人的剝削，令充滿正義感的马克辛感到厭惡。
一天，马克辛在上班途中看見一名女子正被監工追捕，便與兩名好友一起協助她躲避，後來意外發現她是俄國社會民主工黨黨員；工廠在同一天發現該名女子派發的政治傳單，车间主任和監工利誘马克辛協助調查傳單的由來，马克辛卻以裝瘋賣傻來拒絕。剛巧，安得列因工受傷，監工便要求马克辛和焦碼視察工人開辦的學校有否鼓吹革命思想，作為工廠向安得列提供醫藥費的交換條件，兩人無奈答應。在那所學校裡，兩人發現早前所救的女子是一名女教師，她名為娜塔莎，暗中講述工廠主對工人的剝削；马克辛對娜塔莎產生好感，又從她的講解中領悟到一些道理，便不肯向監工指認她。
马克辛令娜塔莎再次倖免於難，但監工也拒絕支付安得列的醫藥費，最終安得列死去了，引起工人群情震動。此後，工廠又有一名工人因工致死，工人們感到憤怒，發起遊行抗議；马克辛在遊行中派發傳單而被捕下獄，焦碼為救友而向警員擲石，遭到處死。兩個好友的死對马克辛造成沉重打擊，马克辛打算與統治者抗爭後一死了之，卻因同室獄友、俄國社會民主工黨地下組織領袖巴利瓦諾夫的鼓勵而打消死念，並在後者的教導之下得到許多革命知識。
出獄後，马克辛繼續參與革命運動，得到巴利瓦諾夫的賞識，也受到其他革命份子的尊敬。電影以马克辛離開家鄉、改到俄國其他地方推動革命告終。

## 演員表
| 角色       | 演員                | 劇照                                |
| ---------- | ------------------- | ----------------------------------- |
| 马克辛     | 鮑里斯·奇爾科夫     | 鮑里斯·奇爾科夫飾演的马克辛         |
| 安得列     | 亞歷山大·庫拉科夫   | 亞歷山大·庫拉科夫飾演的安得列       |
| 焦碼       | 斯捷潘·卡尤科夫     | 斯捷潘·卡尤科夫飾演的焦碼           |
| 娜塔莎     | 瓦蓮京娜·基芭爾季娜 | 瓦蓮京娜·基芭爾季娜飾演的娜塔莎     |
| 巴利瓦諾夫 | 米哈伊尔·塔尔哈诺夫 | 米哈伊尔·塔尔哈诺夫飾演的巴利瓦諾夫 |

## 製作
《马克辛的青年时代》是「马克辛三部曲」的首部，後兩部分別是《马克辛的归来》和《革命摇篮维堡区》。電影的劇情是基於真實工人的回憶錄，並據此創作了马克辛這個角色，作為革命英雄的原型、革命時代貧苦青年的典型。導演表示，此電影旨在通過马克辛的成長經歷來反映整個時代。
此電影起初幾乎遭到打壓，後來因工人委員會將其評為「足夠現實」，才得以發行。電影在製成之初招致「太輕浮」的批評，而且當時的片名是《布爾什維克》（「布爾什維克」即俄國社會民主工黨以列寧為首的派別、蘇聯共產黨前身），引起「電影內容是否承受得起此片名」的質疑。
《马克辛的青年时代》的電影攝影採用了印象主義風格。此電影的攝影風格樸實而嚴謹，每一幀鏡頭均結構完整，明暗色調形成了強烈對比，既令人物突出，也令觀眾對背景環境留下深刻印象。
此電影由知名音樂家德米特里·肖斯塔科维奇配曲。電影的關鍵點通常會配以革命歌曲或民歌，而革命行動的片段也會用音樂來遮罩。電影有多首配樂，其中《華沙工人曲》、《你们已英勇牺牲》（Вы жертвою пали）、《我愛夏天加釣竿》（Люблю Я летом с удочкой）與《藍色球正在自旋轉動》此四首全是以劇情內聲音的形式出現。

## 反響

### 文化影響
《马克辛的青年时代》主角马克辛的形象在蘇聯深入民心。當時，不少蘇聯人向马克辛寫信尋求建議，更有城鎮選出马克辛作議會代表。马克辛被視為當代青年的「燈塔」，有家長把小孩取名為马克辛。马克辛在電影內歌唱的《藍色球正在自旋轉動》一曲也變得十分流行，有蘇聯工人在街上傳唱此曲。
马克辛的形象亦在其他文化作品出現。一些後來的蘇聯電影有马克辛的角色，例如1939年的《偉大的公民》與1941年的《戰時影片集》。苏德战争期間的蘇聯歌曲《兩位馬克辛》（Два Максима）描述马克辛用馬克沁機槍打擊敌人，此歌曲受軍人歡迎。

### 評論
《马克辛的青年时代》發行後的競爭對手是另一蘇聯電影《恰巴耶夫》，最終兩部電影贏得同樣多的讚譽，一樣備受歡迎。《共青團真理報》等報章報導指，共50萬名觀眾出席了此電影的首映式。《马克辛的青年时代》亦得到蘇聯官方的認可：據格里戈里·科津采夫指，蘇聯領導人斯大林曾在觀看此電影時說出「對。不對。這樣好……對。」的一句話，這表示斯大林認可此電影，並把電影情節作為事實一樣評論。
《共青團真理報》評論指，《马克辛的青年时代》現實地描述了1930年代的蘇聯青年，並提供了正當的蘇聯人楷模。美國影評家安德烈·森瓦德認為，《马克辛的青年时代》是俄羅斯現賽主義電影攝影風格「突出而有力」的表達，而且演員的演出完美無瑕。此電影亦在1935年獲美國國家評論協會評為最佳外語片之一。

### 引用
1. ↑  郑雪来 2003，第65, 68頁.
2. ↑  郑雪来 2003，第65–66頁.
3. 1 2  郑雪来 2003，第66頁.
4. ↑  郑雪来 2003，第66, 68頁.
5. ↑  郑雪来 2003，第66–67頁.
6. 1 2  郑雪来 2003，第67頁.
7. 1 2  Klinowski & Garbicz 2012，THE RETURN OF MAXIM (Grigori Kozintsev and Leonid Trauberg).
8. 1 2 3 4 5  Sennwald 1935.
9. 1 2  Kizirian.
10. ↑  郑雪来 2003，第68–69頁.
11. 1 2 3 4  郑雪来 2003，第68頁.
12. ↑  Riley 2005，第28–29頁.
13. 1 2  Riley 2005，第27頁.
14. 1 2  郑雪来 2003，第69頁.
15. ↑  Titus 2016，第135–143頁.
16. 1 2 3  Riley 2005，第29頁.
17. 1 2 3 4  Titus 2016，第143頁.
18. ↑  Ao.
19. ↑  National Board of Review.

### 文獻

#### 書籍
- Riley, John. . I.B.Tauris. 2005. ISBN 9781850437093.
- Klinowski, Jacek; Garbicz, Adam. . Planet RGB Limited. 2012. ISBN 9781624075643.
- Titus, Joan. . Oxford University Press. 2016. ISBN 9780199315147.
- 郑雪来. . 福建教育出版社. 2003. ISBN 9787533431112.

#### 網頁
- . National Board of Review.   [2016-11-15]. （原始内容存档于2013-10-12）. Archive.today的存檔，存档日期2013-10-12
- Sennwald, Andre. . The New York Times. 1935  [2016-11-12]. （原始内容存档于2016-11-12）. Archive.today的存檔，存档日期2016-11-12
- Kizirian, Shari. . SAN FRANCISCO SILENT FILM FESTIVAL.   [2016-11-12]. （原始内容存档于2016-11-12）. Archive.today的存檔，存档日期2016-11-12
- Ao, Andrew. . 中国著名译配家薛范.   [2016-11-13]. （原始内容存档于2016-11-13）.

## 外部連結
- 互联网电影数据库（IMDb）上《马克辛的青年时代》的资料（英文）
- 爛番茄上《马克辛的青年时代》的資料（英文）
- 豆瓣电影上《马克辛的青年时代》的資料 （简体中文）